# Liste des évêques de Mogadiscio
La liste des évêques de Mogadiscio recense les noms des évêques qui se sont succédé sur le siège épiscopal de Mogadiscio en Somalie depuis la création ex nihilo de la préfecture apostolique du Benadir le 21 janvier 1904. 
La préfecture est érigée en vicariat apostolique et change de dénomination le 15 décembre 1927 pour devenir le vicariat apostolique de Mogadiscio. Celui donne naissance au diocèse de Mogadiscio (Dioecesis Mogadiscensis)  le 20 novembre 1975. 

## Préfet apostolique
- 1905-† 1924 : Alessandro dei Santi, préfet apostolique du Benadir.
- 1924-22 décembre 1927 : siège vacant

## Vicaires apostoliques
- 22 décembre 1927-août 1930 : Gabriele Perlo
- 14 juillet 1931-† 24 mai 1932 : Francesco Lazzati (Francesco Fulgenzio Lazzati)
- 23 mai 1933-19 octobre 1970 : Francesco Filippini (Francesco Venanzio Filippini)
- 19 octobre 1970-† 22 janvier 1973 : Antonio Zocchetta (Antonio Silvio Zocchetta)
- 22 janvier 1973-20 novembre 1975 : siège vacant

## Évêques
- 20 novembre 1975-† assassiné le 9 juillet 1989 : Pietro Colombo (Pietro Salvatore Colombo)
- depuis le 9 juillet 1989 : siège vacant
  - depuis le 29 avril 1990, Giorgio Bertin, ofm, également évêque de Djibouti à partir de 2001, administrateur apostolique

## Sources
- (en) Fiche du diocèse sur catholic-hierarchy.org